# Ava Lord
Ava Lord es un personaje ficticio de la novela gráfica Sin City de Frank Miller.

## Biografía
Aparece en el volumen 2 de la serie Sin City titulado Una dama por la cual matar. Ava Lord es una mujer fatal que usa sus encantos para satisfacer sus ambiciones personales. Hace que los hombres hagan el "trabajo sucio" mediante la manipulación para no ensuciarse las manos. Esto llevará a muchos hombres a indignidades, homicidios, suicidios, etc.

## Apariciones en cómics
- A Dame to Kill For (1993-1994)

## Cine
- El personaje se adaptó en Sin City: A Dame to Kill For de Frank Miller y Robert Rodríguez en 2014, interpretada por Eva Green.

- Datos: Q2873226